# Процесс по делу болгарских медиков в Ливии
Процесс по делу болгарских медиков в Ливии — проходивший в 2000—2007 годах в Ливии судебный процесс по обвинению работавших в Ливии пяти болгарских медсестёр, болгарского врача и палестинского студента в умышленном заражении ВИЧ множества ливийских детей.
В начале 1990-х годов в Бенгази были выявлены случаи заражения СПИДом, их число увеличилось в 1997-1998 годах. В 1998 году в больнице Аль-Фатах в Бенгази начала работать группа медсестёр из Болгарии. 
9 февраля 1999 года в Бенгази ливийские власти задержали несколько десятков медицинских работников, среди которых были 23 гражданина Болгарии. Через несколько дней большую часть задержанных освободили, но под стражей остались болгарские медицинские сестры Кристияна Вылчева, Нася Ненова, Валентина Сиропуло, Валя Червеняшка и Снежана Димитрова, болгарский врач Здравко Георгиев и палестинский студент-практикант Ашраф аль-Хаджудж. Около года считалось, что они задержаны в качестве свидетелей, но в 2000 году их обвинили в умышленном заражении ВИЧ свыше 400 детей в Бенгази с целью дестабилизации ливийского государства.
Однако это уголовное дело было прекращено за недостаточностью доказательств. Обвиняемые заявляли, что признания своей вины были сделаны ими под пытками.
Тем не менее, в 2002 году болгарским медикам и палестинскому студенту были вновь предъявлены обвинения, на этот раз в нелегальном тестировании медикаментов и заражении ВИЧ. Однако по настоянию болгарской стороны и международных правозащитников обвиняемые были переведены из тюрьмы под домашний арест. В мае 2004 года суд приговорил болгарских медсестер и палестинского студента к расстрелу, а врача Здравко Георгиева приговорили к 4 годам заключения по обвинению в незаконном использовании иностранной валюты. Приговор был вынесен несмотря на то, что на процессе выступивший в качестве эксперта Люк Монтанье, открывший ВИЧ, заявил, что заражение ливийских детей было вызвано плохой гигиеной в больницах и началось ещё до того как обвиняемые начали работать в больнице в Бенгази, а подсудимые заявляли о применении к ним пыток. 
Под давлением международной общественности Верховный суд Ливии в декабре 2005 года удовлетворил апелляцию, поданную адвокатами осуждённых, признал наличие грубых ошибок в ходе расследования, и направил дело на пересмотр. 7 июня 2005 года состоялся судебный процесс над девятью ливийскими  полицейскими, обвинявшимися в применении пыток к осуждённым, но они были оправданы.
11 мая 2006 года начался новый судебный процесс по делу болгарских медсестер и палестинского студента. Власти Ливии заявляли, что болгарские медсестры могут быть освобождены, если Болгария выплатит компенсацию в размере 4,26 млрд евро — по 10 миллионов евро каждой из семей жертв заражения. Однако болгарские власти категорически отказались выплачивать компенсацию, заявив, что это фактически стало бы признанием вины обвиняемых. 19 декабря 2006 года суд вновь признал пятерых медсестер и палестинского студента виновными в заражении в 1998 году ВИЧ-инфекцией 426 ливийских детей, 52 из которых уже умерли, и приговорил их к расстрелу.
В июле 2007 года Верховный суд Ливии оставил смертный приговор в силе.
Однако родственники потерпевших согласились получить по миллиону долларов за каждого зараженного ребёнка, отозвав свои требования казнить осуждённых. Всего было выплачено 460 миллионов долларов. После этого Высший судебный совет Ливии заменил расстрел на пожизненное заключение. Комиссар ЕС по внешним отношениям Бенита Ферреро-Вальднер и жена президента Франции Сесилия Саркози провели в Триполи почти три дня в переговорах с ливийским руководством. В ходе этих переговоров была достигнута договорённость о переоборудовании Францией больницы в Бенгази, где работали болгары. После этого ливийские власти согласились передать болгарских медиков и палестинца, который получил болгарское гражданство, для отбывания наказания в Болгарию. 24 июля 2007 года они на французском правительственном самолете прибыли в Болгарию, а менее чем через час после посадки самолета президент Болгарии Георгий Пырванов своим указом помиловал их.
В 2011 году, в начале гражданской войны в Ливии, бывший министр юстиции Ливии Абдель Джалиль рассказал о том, что дело болгарских медиков было сфабриковано по указанию самого ливийского вождя М. Каддафи.